# Гордијев чвор
Гордијев чвор или Гордијски чвор значи посебно замршен чвор. Често се користи као метафора за нерешив проблем. Према легенди прави Гордијев чвор је решио (пресекао мачем) Александар Македонски.

## Легенда
У Анадолији се налазило античко место Гордијум, које је било престоница Фригије. Фригија је остала без краљева и једно пророчанство је рекло да први човек који уђе у град са воловском запрегом треба постати краљ. Један сиромашан сељак Мида на тај начин постаје краљ.
Мида своју воловску запрегу посвећује једном од богова те је везује изузетно компликованим чвором. Пророчиште предвиђа да ће онај ко одвеже чвор постати краљ Азије. Александар Македонски долази да реши чвор. Није га могао решити на уобичајен начин, извукао мач, снажно замахнуо и исекао једним ударцем. Александар је решио овај проблем, али очигледно на свој начин. Синтагма гордијев чвор је синоним за велики проблем који се веома тешко решава.